# جائزة إسبانيا الكبرى للدراجات النارية 2018
جائزة إسبانيا الكبرى للدراجات النارية 2018 هو سباق دراجات نارية أقيم بتاريخ 6 مايو 2018 في حلبة خيريز، شريش، إسبانيا. كان الجولة الرابعة من أصل 19 في سباق الجائزة الكبرى للدراجات النارية موسم 2018. فاز مارك ماركيث بفئة الموتو جي بي بينما جاء جوان زاركو في المركز الثاني وحصل على المركز الثالث أندريا يانوني. فاز بفئة الموتو 2 الإيطالي لورينزو بالداساري بينما فاز بفئة الموتو 3 فيليب أوتل.